# Il compagno di banco
Il compagno di banco (Elliot Allagash) è un romanzo per ragazzi di Simon Rich pubblicato nel 2010. È il primo romanzo del giovanissimo scrittore, già autore di due raccolte di romanzi umoristici.
Il regista candidato agli Oscar Jason Reitman ha opzionato i diritti cinematografici del romanzo.

## Storia editoriale
È stato pubblicato nel maggio 2010 dalla Random House di New York.
Più volte ristampato, è stato tradotto in varie lingue; in italiano è stato pubblicato da Newton Compton Editori . 

## Trama
Seymour Herson è un adolescente che frequenta l'ottavo anno in una prestigiosa scuola americana. Non è tra i più popolari della scuola, anzi, quando Elliot Allagash arriverà a scuola, verrà messo all'ultimo posto della scala sociale della scuola. Nonostante ciò ha una cotta per la ragazza più bella della scuola, che però è già fidanzata con il ragazzo più popolare, Lance.
Elliot propone a Seymour di trasformarlo nel più popolare della scuola. Così lo fa allenare con dei veri professionisti del basket per riuscire a fargli passare le selezioni della squadra scolastica e guadagnare la stima di Lance che smetterà di fare il bullo con lui. Elliot propone a Seymour di candidarsi alle elezioni di rappresentante e dopo aver raggiunto questo traguardo inaspettato inizierà a tessere una rete di bugie che alla fine non riuscirà più a sopportare, ma dalla quale non saprà come uscire.

## Edizioni in italiano
- Simon Rich, Il compagno di banco: romanzo, traduzione di Leonardo Leonardi, Roma: Newton Compton, 2011